# Odyssey Software
Odyssey Software fue una desarrolladora de videojuegos fundada en 1987 en Eastham, Massachusetts por Art V. Cestaro III. La compañía produjo juegos para Amiga y Nintendo Entertainment System.

## Historia
Los primeros títulos de Odyssey fueron obras ampliadas basados en juegos arcade populares por aquel tiempo. Byteman estaba basado en Pac Man, "Jailbreak" estaba basado en Arkanoid, Deathbots estaba basado en Berzerk, y Space War estaba basado en Asteroids como en el original "Spacewar!" para PDP-1.
Después de sus tempranos intentos de trabajar como una desarrolladora de videojuegos independiente, Odyssey comenzó a tomar contratos de otras compañías establecidas. En 1990, Moon Ranger, fue producido bajo contrato con Color Dreams para NES. Odyssey estableció una relación con American Video Entertainment, quién contrató Deathbots para NES. Después de Deathbots, Odyssey paró a producir Solitaire y Blackjack, el cual American Video Entertainment posteriormente publicó. Otros tres títulos de Nintendo (Backgammon, Cue Stick, and Poker) estaban en producción pero American Video Entertainment cerró antes de que cualquiera de esos títulos pudiera ser publicado.
Odyssey estuvo involucrada en el proyecto Mad Dog McCree, haciendo limpieza de vídeo a mano, pero nunca fue contratada para el desarrollo final de este título.
Odyssey Software cerró en 1995.

## Empleados notables
Los empleados originales de Odyssey eran programadores George C. Rucker III, Lane Waters, y Scott Lahteine, y artistas gráficos Soren Young, Dave Flamburis, John Silano, y Ranjeet Singhal. Alrededor de 1990, Mike Smith y Steve Tilton se unieron al equipo para trabajar en Moon Ranger. En 1993 Jerry Normandin se unió a Odyssey para el proyecto Mad Dog McCree. Otros empleados de Odyssey incluyen a Mike Davis, Mark Kelly, Monty Eriksin, Dennis St. Aubin, y Tomisa Starr.

## Juegos desarrollados por Odyssey
- Byteman (1988)
- Deathbots (para Amiga) (1988)
- Jailbreak (1988)
- Space War (1988)
- Moon Ranger (1989)
- Deathbots (para NES) (1990)
- Solitaire (1991)
- Blackjack (1992)